# アマルガティタニス
アマルガティタニス（Amargatitanis　「ラ・アマルガの巨人」の意味）は白亜紀前期、現在のアルゼンチンに生息したティタノサウルス類の竜脚類恐竜の属の一つである。
タイプ種Amargatitanis macni は2007年、アルゼンチン、ネウケン州にある　ラ・アマルガ累層（ en）の下部白亜系（バーレム階）の地層から1983年に発見された一連のホロタイプ標本MACN PV N51、53および34に基づきアルゼンチンの古生物学者セバスチャン・アペステギア（es）により記載された。この標本は6つの尾椎、1つの肩甲骨、1つの大腿骨、1つの距骨で構成されている。肩甲骨が比較的幅が広く、平らであった。

## 参照
1. ↑  Apesteguía, Sebastián (2007). “The sauropod diversity of the La Amarga Formation (Barremian), Neuquén (Argentina)”. Gondwana Research 12 (4):  533–546. doi:10.1016/j.gr.2007.04.007.